# Folonzo
Folonzo är en ort i Burkina Faso.   Den ligger i regionen Cascades, i den sydvästra delen av landet, 400 km sydväst om huvudstaden Ouagadougou. Folonzo ligger 280 meter över havet och antalet invånare är 1 618.
Terrängen runt Folonzo är platt, och sluttar österut. Runt Folonzo är det glesbefolkat, med 13 invånare per kvadratkilometer.. Närmaste större samhälle är Wangolodougou, 18,2 km nordväst om Folonzo.
Omgivningarna runt Folonzo är huvudsakligen savann.